# IBK Dalängen
IBK Dalängen är en innebandyklubb som bildades i Lidköping 1996 och man spelar säsongen 2016/2017 i division 3 Västra Götaland. Hemmamatcherna spelas i Idrottens hus i Lidköping.